# Palau del Governador (Cadaqués)
Palau del Governador és un edifici del municipi de Cadaqués (Alt Empordà) inclòs en l'Inventari del Patrimoni Arquitectònic de Catalunya.

## Descripció
Situada dins del nucli antic de la població, davant de la platja des Portal.
Edifici entre mitgeres, de planta rectangular, format per tres crugies i amb la coberta a dues vessants de teula. Consta de planta baixa destinada a usos comercials i tres pisos, amb la planta primera dedicada a la restauració i amb sostres coberts amb voltes, arrebossades i pintades de blanc.
La façana orientada al sud presenta un gran arc apuntat situat a doble alçada, obra de Cèsar Martinell, autor de la reforma de mitjans del segle xx. Al nivell del tercer pis hi ha una àmplia terrassa oberta damunt la cantonada. Les obertures són rectangulars i destaca, al tercer pis, un finestral bastit amb una llosa de pissarra a manera de llinda, amb els brancals emmarcats amb carreus de pedra. Té sortida a un balcó exempt, amb llosana motllurada. La façana principal presenta un gran portal de mig punt adovellat, afectat per la construcció de l'edifici veí. Al seu costat hi ha inscrit al mateix parament la data 1556 i, damunt seu, una finestra quadrada amb l'ampit motllurat. A l'interior hi ha un espai a manera de vestíbul, cobert amb voltes d'aresta sostingudes per pilastres de secció quadrada.
Tota la construcció es troba arrebossada i pintada de color blanc.

## Història
Edifici bastit a l'època medieval, destinat a palau del governador del castell de Cadaqués. Sota aquesta construcció es bastí el primer tram de la riba des Fondal. A la façana principal, que dona al carrer del Doctor Callís, s'aprecia la data 1556 amb un anagrama incrit al mig.
Durant el segle xx va patir diferents reformes, la més important duta a terme per l'arquitecte Cèsar Martinell i Brunet, el qual va construir un arc apuntat a doble alçada situat a la façana sud, que alhora va realitzar un sostre entremig, per tal d'ubicar-hi el restaurant actual.